# Стояновиці
Стояновиці (пол. Stojanowice) — село в Польщі, у гміні Бейсці Казімерського повіту Свентокшиського воєводства.
Населення — 202 особи (2011).
У 1975-1998 роках село належало до Келецького воєводства.

## Демографія
Демографічна структура на день 31 березня 2011 року:
|          | Загалом | Допрацездатний вік | Працездатний вік | Постпрацездатний вік |
| -------- | ------- | ------------------ | ---------------- | -------------------- |
| Чоловіки | 101     | 25                 | 65               | 11                   |
| Жінки    | 101     | 24                 | 60               | 17                   |
| Разом    | 202     | 49                 | 125              | 28                   |